# El Museo del Amor Moderno
El Museo del Amor Moderno es la séptima novela de la escritora australiana Heather Rose. El libro ganó tres premios literarios, incluido el Premio Stella 2017.
Rose fue influenciada por la `performance The Artist Is Present de la artista Marina Abramovic, que estuvo sentada ocho horas al día durante 75 días en el Museo de Arte Moderno de Nueva York mientras los espectadores miraban.

## Trama
El personaje principal, Arky Levin, compone bandas sonoras para películas. Su esposa, Lydia Fiorentino, tiene una enfermedad degenerativa y, por temor a que él no puediera cuidarla, se mudó a un centro de atención de tiempo completo. Arky se siente atraído por el Museo de Arte Moderno, donde ve las actuaciones diarias de Marina Abramovic. Otros visitantes de la exposición se vuelven parte de la narrativa al igual que sus colegas y amigos. El libro detalla su búsqueda de significado en su vida.

## Temas principales
La presidenta de los jueces del Premio Stella 2017, Brenda Walker, afirmó que el libro estaba lleno de "exploraciones tan deslumbrantes y sutiles sobre la importancia del arte en la vida cotidiana". La crítica Camilla Nelson describe el libro como "una exploración ficticia del poder del arte para transformar vidas individuales, escrito en una prosa exquisita, con una percepción rara y sutil".

## Historial de publicaciones
- 2016, Australia, Allen & UnwinISBN 9781760291860, 24 de agosto de 2016, tapa blanda
- 2018, EE. UU., Algonquin Books of Chapel Hill,ISBN 9781616208523
- 2018, edición catalana, Editorial Les Hores, traducido por Carme Geronès[6]

## Importancia literaria y difusión
El Museo del Amor Moderno fue el primer libro de Rose que se publicó en los Estados Unidos. También fue el primero de sus libros ambientado fuera de su estado natal de Tasmania. Rose fue homenajeada cuando Abramovic acordó presentar esa edición en el Museo de Arte Moderno en 2018.
Kirkus Reviews concluyó que era un libro "que intenta caminar por la delgada línea entre lo trillado y lo profundo, y algunas veces lo logra".

## Premios y nominaciones
- Ganador, Premio Stella, 2017[8]
- Ganador, premio Christina Stead de ficción, premios literarios del primer ministro de Nueva Gales del Sur, 2017[9]
- Ganador, Premio Margaret Scott, Premios Literarios de Tasmania, 2017[10]
- Preseleccionado, Medalla de oro ALS, 2017[11]
- Preseleccionado, Premio al Libro de Ficción de la Universidad de Queensland, Premios Literarios de Queensland, 2017[6]
- Preseleccionado, Premio Literario Internacional de Dublín, 2018[6]

## Adaptaciones
Se estrenó una adaptación teatral de Tom Holloway en el Festival de Sydney de 2022.